# Binodoxys sinensis
Binodoxys sinensis är en stekelart som beskrevs av Mackauer 1962. Binodoxys sinensis ingår i släktet Binodoxys och familjen bracksteklar. Inga underarter finns listade.